# De Ooievaar (Terwolde)
De Ooievaar (voorheen Holtermansmolen) is een korenmolen aan de Wijkseweg in Terwolde, in de Nederlandse gemeente Voorst (provincie Gelderland). Het is een achtkante stellingmolen.
Op 31 augustus 2015 is de molen na blikseminslag volledig afgebrand. De molen is daarna weer opgebouwd in de oude stijl. Op 12 mei 2018 (Nationale Molendag) is de herbouwde molen opgeleverd. De molen is op de binnenroede weer uitgerust met Ten Have-kleppen en Van Bussel-neuzen en de buiten roede is oudhollands opgehekt met Van Bussel-neuzen.
De molen heeft een Engels kruiwerk.

## Ontstaan
Al in 1854 werd ter plekke een molen gebouwd door Abraham Ledeboer, een grondzeiler die in 1896 uitbrandde. De opvolger was een rietgedekte stellingmolen, die op 5 april 1973 eveneens door brand werd verwoest. Voor het achtkant werd gebruikgemaakt van de onttakelde Holtermansmolen uit Deventer uit 1640, die daarmee voor de vierde keer werd verplaatst. Op 2 april 1987 was de molen uitwendig gereed, maar het duurde tot 1990 voordat hij maalvaardig was.